# 里德塞尔茨
里德塞尔茨（法語：Riedseltz，发音：[ʁidzɛlt͡s] 或 [ʁitsɛlt͡s]；德语：Riedselz）是法国下莱茵省的一个市镇，属于阿格诺-维桑堡区和维桑堡县（Wissembourg）。该市镇总面积10.02平方公里，2009年时的人口为1121人。

里德塞尔茨 - Riedseltz
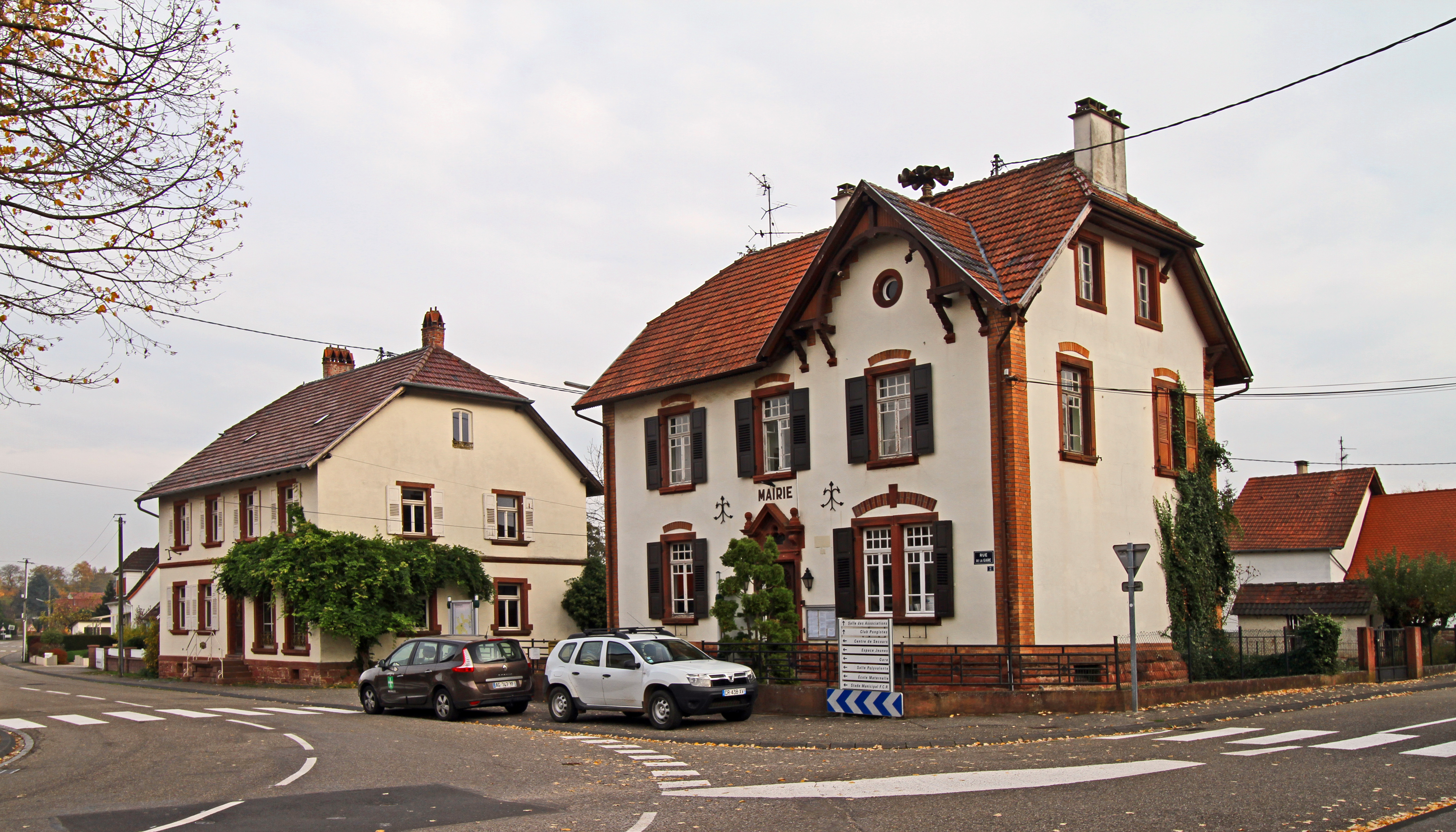
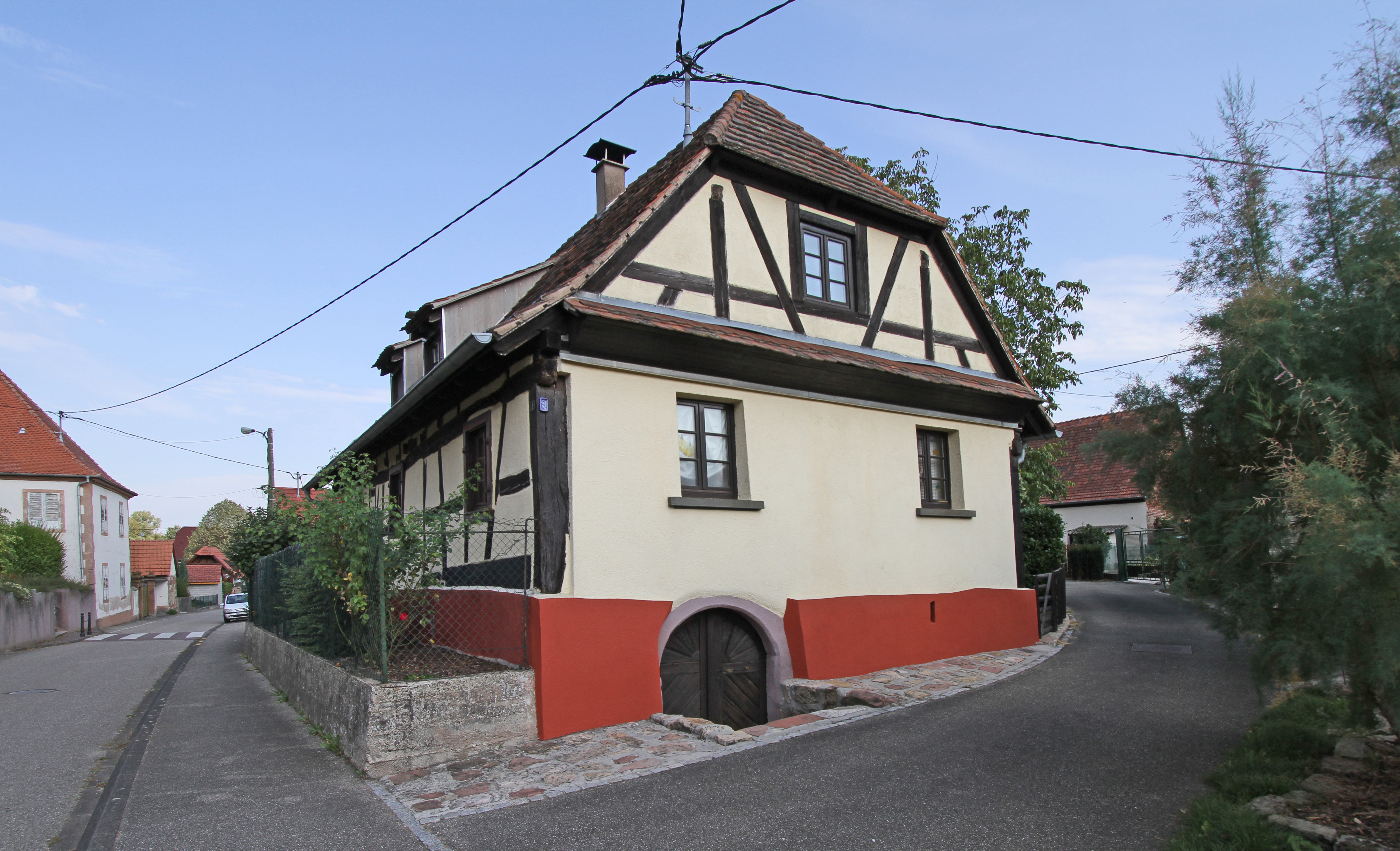
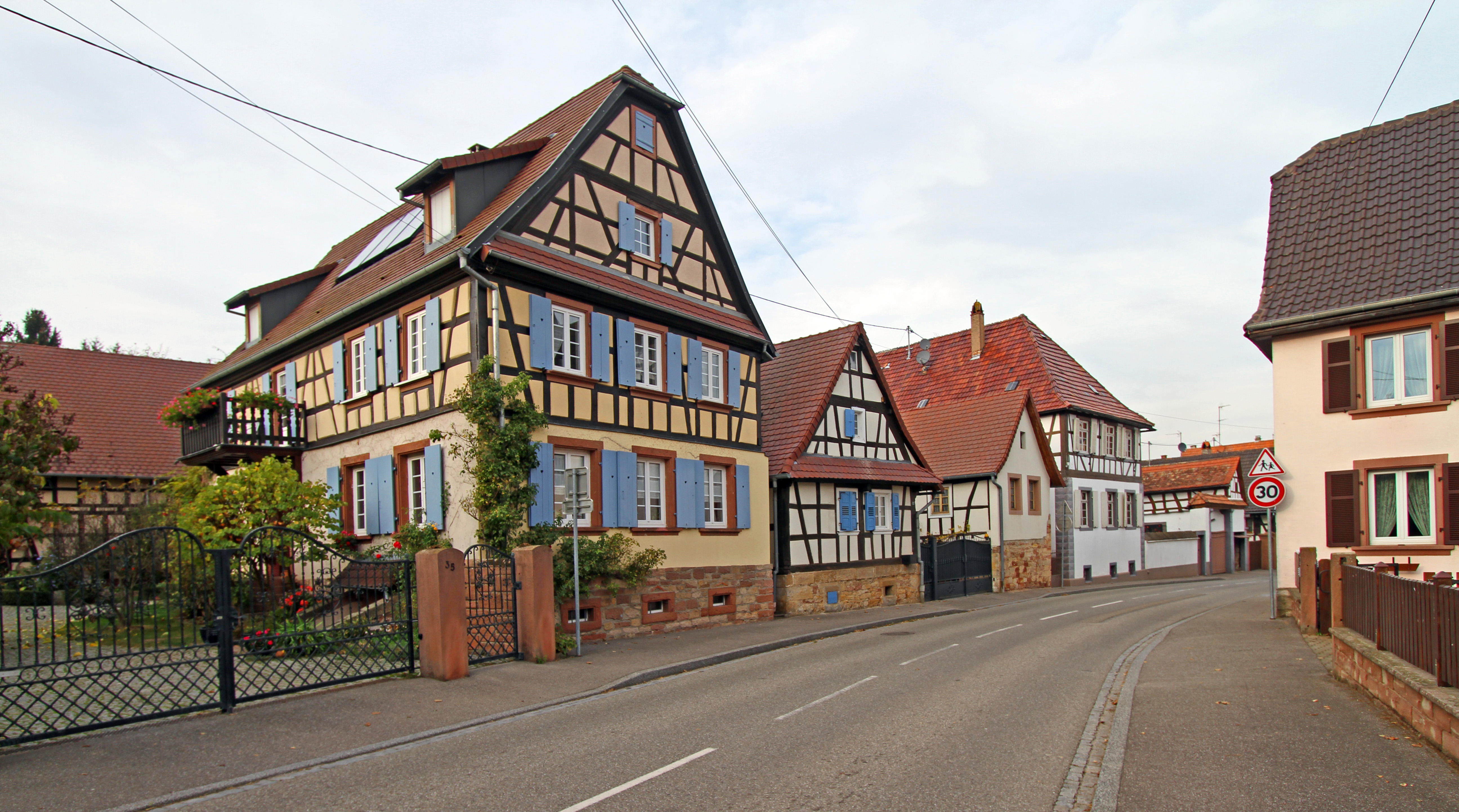
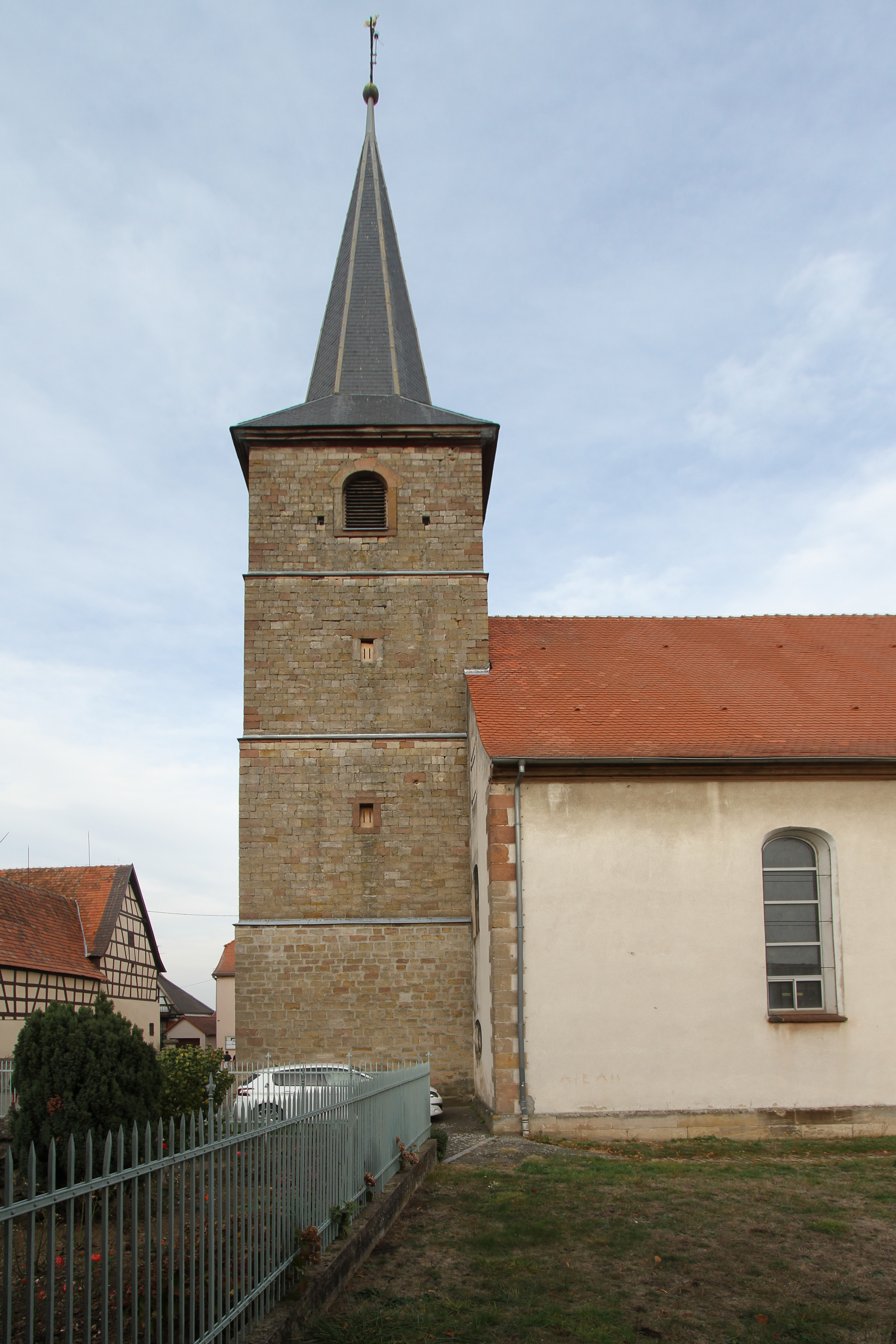
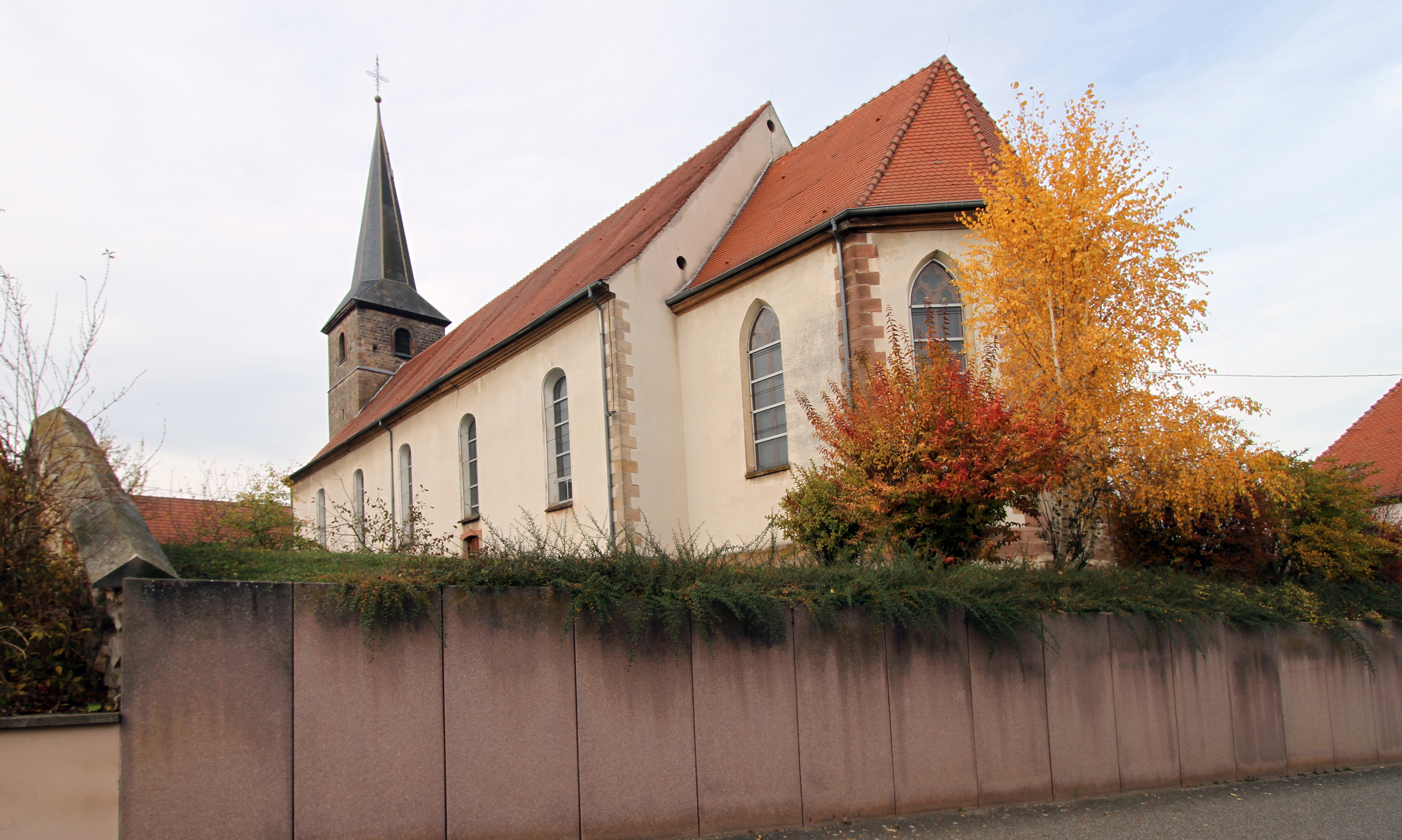
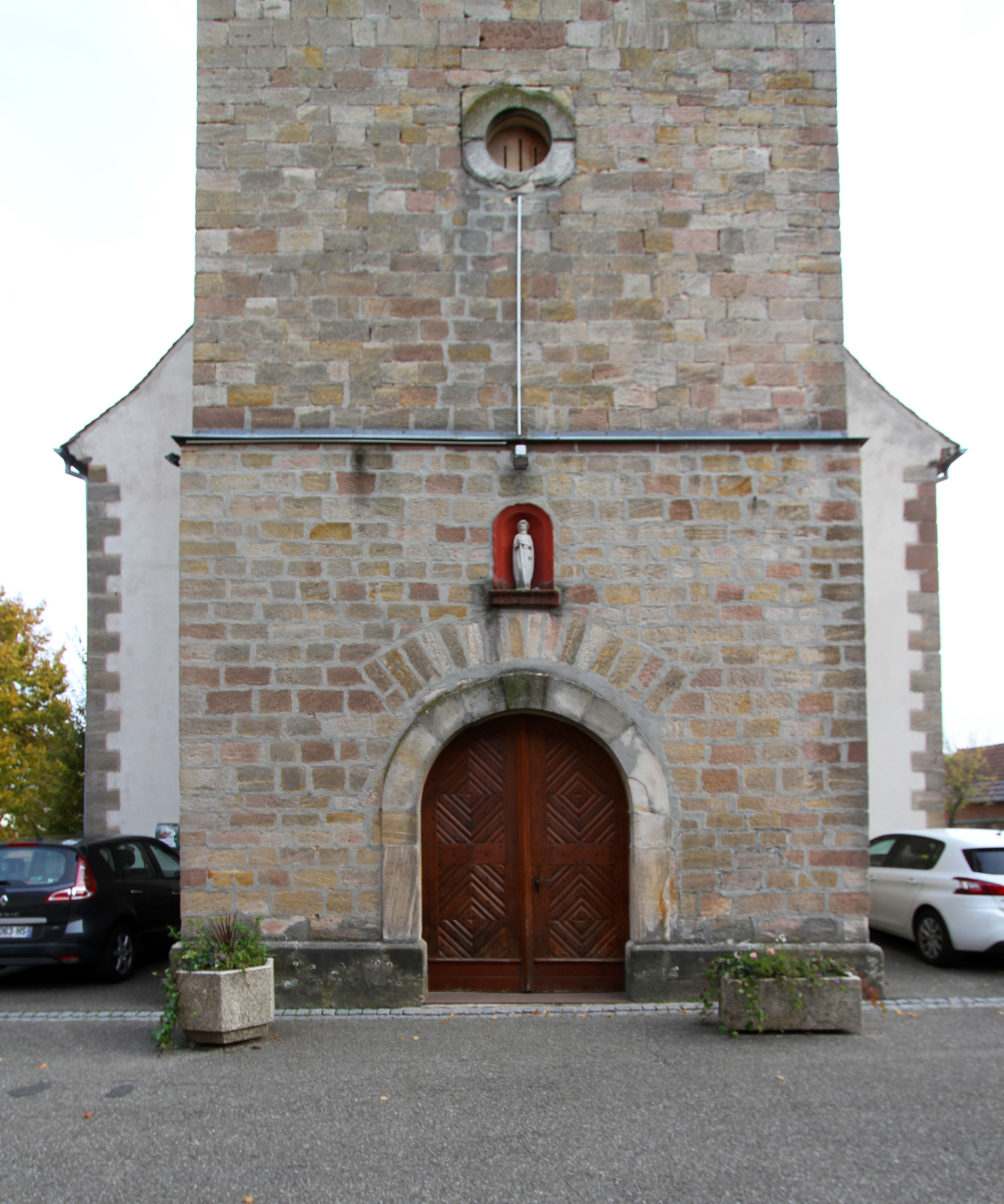

## 人口
里德塞尔茨人口变化图示